# David Lindemann
David Lindemann (* 19. Dezember 1977 in Saarbrücken) ist ein deutscher politischer Beamter (SPD). Seit April 2022 ist er als Staatssekretär Chef der Staatskanzlei und Bevollmächtigter für Europaangelegenheiten in der saarländischen Staatskanzlei.

## Leben
Lindemann legte im Jahr 1997 das Abitur am Saarpfalz-Gymnasium in Homburg ab. In den Jahren 1998 bis 2003 studierte er Rechtswissenschaft an der Universität des Saarlandes in Saarbrücken. 2003 legte er das Erste juristische Staatsexamen ab. Von 2003 bis 2005 absolvierte er sein Rechtsreferendariat beim Saarländischen Oberlandesgericht in Saarbrücken. Im Jahr 2005 legte er das Zweite juristische Staatsexamen ab. Im Jahr 2006 war er als Jurist bei der Agentur für Arbeit in Saarbrücken tätig.  Von 2007 bis 2009 war er als Referent im Europabüro des Deutschen Landkreistages in Brüssel tätig. Von 2009 bis 2014 war er Referent bei der Landesvertretung des Landes Rheinland-Pfalz bei der Europäischen Union in Brüssel tätig. Im Jahr 2014 war er stellvertretender Fraktionsgeschäftsführer und persönlicher Referent des Fraktionsvorsitzenden der SPD-Landtagsfraktion Rheinland-Pfalz. Im Anschluss daran war er von 2015 bis 2016 Fraktionsgeschäftsführer der SPD-Landtagsfraktion im Saarland, ehe er 2016 Büroleiter der saarländischen Wirtschaftsministerin Anke Rehlinger wurde. Dieses Amt hatte er bis 2017 inne. Zuletzt war er in den Jahren 2017 bis 2022 Leiter der Abteilung Grundsatzfragen, Planung, Kommunikation und Stellvertreter des Staatssekretärs im Ministerium für Wirtschaft, Arbeit, Energie und Verkehr des Saarlandes.
Am 26. April 2022 berief Rehlinger, nun Ministerpräsidentin des Saarlandes, Lindemann zum Chef der saarländischen Staatskanzlei und Bevollmächtigten für Europaangelegenheiten im Rang eines Staatssekretärs im Kabinett Rehlinger. In diesen Funktionen ist er weiteres Mitglied der Landesregierung des Saarlandes.

## Politik
Lindemann ist Mitglied der SPD, für die er bei der Bundestagswahl 2013 als Direktkandidat im Wahlkreis Homburg antrat, jedoch gegen den bisherigen Abgeordneten Alexander Funk (CDU) verlor.

## Sonstiges
Lindemann ist römisch-katholisch und geschieden. Er ist der Sohn des ehemaligen Landrates des Saarpfalz-Kreises, Clemens Lindemann.